# Portret van Adèle Bloch-Bauer I
Het Portret van Adèle Bloch-Bauer I is een schilderij van de Oostenrijker Gustav Klimt. 

## Beschrijving
Het wordt beschouwd als een topwerk van zijn arbeidsintensieve "gouden stijl", die maar weinig werken heeft voortgebracht. Het is een schilderij van olieverf op doek van 138 × 138 cm. Klimt werkte er zeker drie volle jaren aan (tussen 1904 en 1907), hij maakte honderden schetsen en verwerkte er echt goud in. Het werk is een collage met zwierige art-nouveaukrullen, abstracte geometrie en het ogenmotief van Egyptische goden. Uit die drukke, Byzantijns aandoende achtergrond kijkt het moderne gezicht zelfverzekerd maar wat melancholisch. Klimt maakte van Adèle nog een tweede portret, niet in goud maar in felle, modernere kleuren. 

## Historie
Het schilderij Adèle Bloch-Bauer I werd in juni 2006 volgens The New York Times voor de recordprijs van 135 miljoen dollar (107 miljoen euro) verkocht.
Het doek werd gekocht door cosmeticamagnaat Ronald Lauder voor de Neue Galerie in New York, een klein museum dat enkel werk van Duitse en Oostenrijkse kunstenaars tentoonstelt. Adèle zal het topstuk worden van dit museum. 
Zestig jaar lang was dit schilderij het uithangbord van de Galerie Belvedere in Wenen. Het schilderij viel echter onder de "naziroofkunst", omdat het van de joodse eigenaren was ontvreemd. De Oostenrijkse overheid werd na een jarenlange juridische strijd verplicht het kunstwerk terug te geven aan de rechtmatige erfgenamen. De claim rond de kunstverzameling van Jacques Goudstikker zorgde in het voorjaar 2006 in Nederland voor hetzelfde effect.  
De erfgenamen van de familie Bloch-Bauer, onder wie Maria Altmann, verkochten vervolgens het schilderij in juni 2006. De verkoopprijs was  op dat moment het hoogste bedrag dat iemand ooit voor een schilderij had betaald. In november 2006 overtrof een dripping van Jackson Pollock dit bedrag.
De film Woman in Gold van Simon Curtis uit 2015 is gebaseerd op het waargebeurd verhaal van Maria Altmann over de juridische strijd om kunstwerken, waaronder het Portret van Adèle Bloch-Bauer I, weer in familiebezit te krijgen.